# نادي يوغوسلافيا
نادي يوغوسلافيا الرياضي (بالصربية:CК Југославија) نادي كرة قدم صربي يقع مقره في العاصمة بلغراد. تم تأسيس النادي في سنة 1913 ثم تم حله في سنة 1945 .